# 퐁슬레벌거숭이꼬리쥐
퐁슬레벌거숭이꼬리쥐 또는 퐁슬레자이언트쥐(Solomys ponceleti)는 쥐과에 속하는 설치류의 일종이다. 파푸아뉴기니와 솔로몬 제도에서 발견된다.